# Mariánivka (Mikoláivka)
Mariánivka (en ucraniano: Мар'янівка) es un pueblo ucraniano perteneciente al óblast de Odesa. Situado en el suroeste del país, es parte del raión de Berezivka y parte del municipio (hromada) de Mikoláivka.

## Toponimia
El nombre del asentamiento en ruso es Mariánovka (en ruso: Марьяновка).

## Demografía
La evolución de la población de Mariánivka entre 1989 y 2001 fue la siguiente:
| 450                                                           | 115 |
| (Fuente: Cities & Towns of Ukraine y UKRAINE: Größere Städte) |     |

Según el censo de 2001, la lengua materna de la mayoría de los habitantes, el 86,09%, es el ucraniano; del 10,43% es el rumano; y del 2,8% es el ruso.